# 淘气的金丝猴
《淘气的金丝猴》，是1982年在中国的上映的一部动画片。是上海美术电影制片厂的胡进庆导出来的一部动画，该动画主要讲述的是一个性格任性的金丝猴在遇到了一件事情后，逐渐改变自己任性的缺点的故事，该作运用了水墨画、剪纸等艺术方式。

## 剧情简介
有一只猴子，它在母亲的溺爱下变得特别的任性，这天，它在母亲的建议下，去找熊猫玩，虽说最初它并不是看得起熊猫，但是痛过之后的一些遭遇，以及一起帮助鸡妈妈躲避豺狼的追捕等事情后，它开始试着改变自己的这个性格。

## 所获奖项
- 该作获得第3届中国电影金鸡奖。